# 다무라 마사타카
다무라 마사타카(일본어: 田村 仁崇, 1988년 1월 12일 ~ )는 일본의 전축구 선수이다.

## 구단 경력
과거 교토 상가 FC, 도치기 SC, SC 사가미하라에서 활동하였다.